# Tadley
Tadley este un oraș în comitatul Hampshire, regiunea South East England, Anglia. Orașul se află în districtul Basingstoke and Deane.